# Loet Barnstijn
Loet Cordell Barnstijn (Enschede, 19 juni 1880 - Kings Point (New York) (Verenigde Staten), 5 december 1953), eigenlijk Lodewijk Cohen, was een Nederlands-Amerikaans filmdistributeur, bioscoopexploitant en filmproducent.

## Vroege carrière
Loet Barnstijn was de zoon van Hertog Izak Cohen en Eva Barnstijn. Hij groeide op in Enschede en vertrok op zijn 24ste naar Den Haag. Hij kwam terecht in de textielbranche en werkte zich op van bediende tot koopman. In 1910 begon hij een bedrijfje in het bedrukken van stoffen. In 1912 verkocht hij dat fabriekje en investeerde in de Haagsche Bioscoop in de drukke Haagse Boekhorststraat. Om zich van andere Cohens te onderscheiden, noemde hij zichzelf voortaan Loet Cohen Barnstijn of Loet C. Barnstijn, naar de naam van de winkel Cohen Barnstijn van zijn moeder, of kortweg L.C.B..
 Als bioscoopexploitant kocht hij de in de Haagse Boekhorsstraat gelegen Japanse bioscoop en Cinema Americain aan, waarbij hij die hij direct na aankoop in 1915 omdoopte tot Thalia. Daarna hield hij zich enkele jaren bezig met filmverhuur, waarin hij een sterke positie verkreeg door een monopolie op de films van United Artists (o.a. Charlie Chaplin) en Walt Disney.
 In 1918 werd op zijn initiatief de Bond van Exploitanten van Nederlandsche Bioscoop-Theaters opgericht. Dit werd in 1921 de Nederlandsche Bioscoopbond. In 1920 richtte hij Loet C. Barnstijn Standaard Films op, in 1925 de Loet C. Barnstijn Filmproductie.

## De Loetafoon

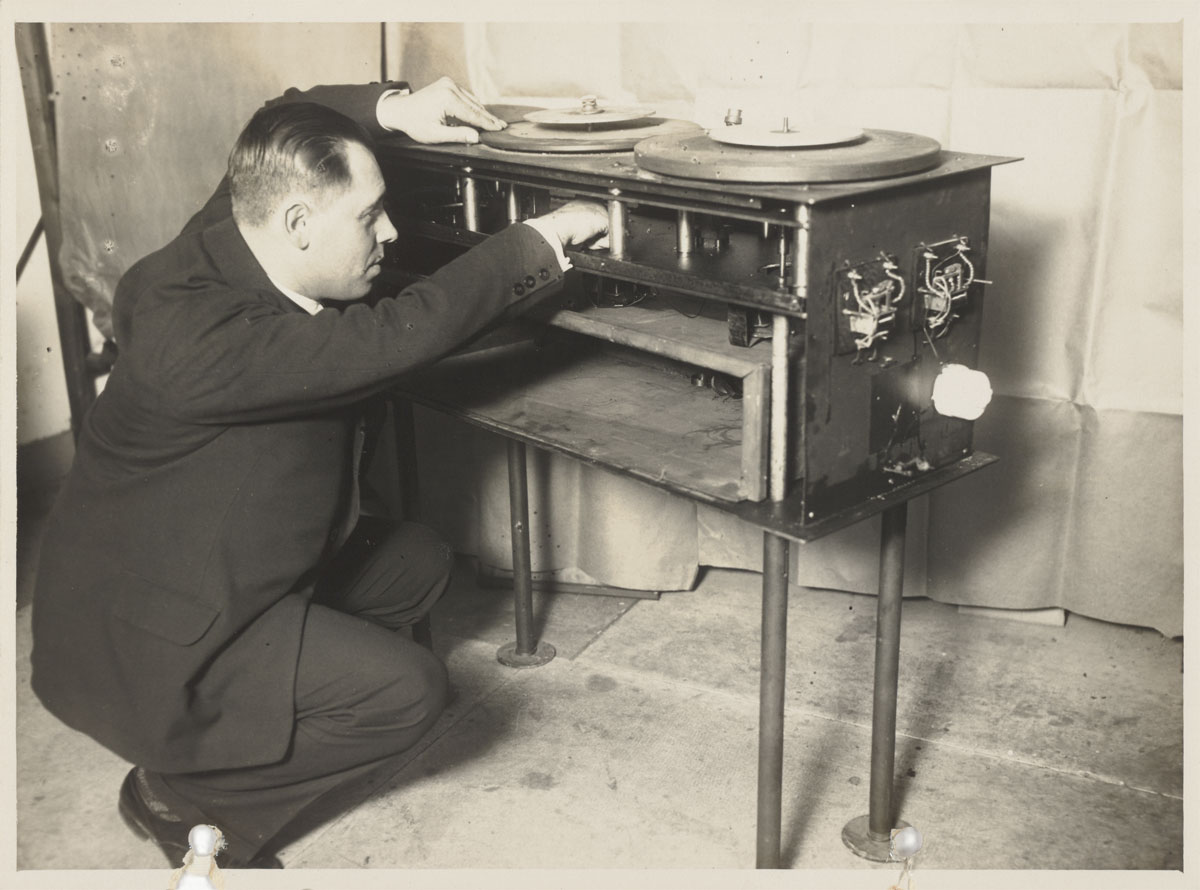
Uitvinder Frits Prinsen bij de Loetafoon, 1929.

In opdracht van Barnstijn werd door Philips, onder leiding van de Haagse ingenieur Frits Prinsen, een systeem ontwikkeld om geluid bij de film te krijgen. Het systeem werkte met grammofoonplaten. Op 31 januari 1929 werd hiermee voor het eerst in Nederland een voorstelling gegeven in de bioscoop Flora in Utrecht. De bedrijfsleider van Flora was de broer van Loet, Ies Barnstijn. Met de Loetafoon konden alleen korte films worden begeleid. De hoofdfilm die avond werd door een orkest en een zanger begeleid.

## Film met geluid
In 1931 kwam Barnstijn met de eerste in het Nederlands opgenomen geluidsfilm: Zijn Belooning. In 1934 kwam, mede door zijn financiering, een langere film tot stand: De Jantjes. In 1934 en 1935 werden respectievelijk Malle gevallen en De familie van mijn vrouw uitgebracht. 

## Filmstad
In 1935 kocht hij Landgoed Oosterbeek bij Wassenaar aan, en bouwde er twee filmstudio's, een kantoor, een filmopslag, een geluidsstudio en een technische werkplaats voor o.a. de nasynchronisatie van het geluid. Dit geheel noemde hij Filmstad. In deze studio werd in de zomer van 1936 de succesvolle film Merijntje Gijzen's Jeugd, naar de romancyclus (1925-28) van A.M. de Jong, opgenomen. Toen de Tweede Wereldoorlog uitbrak, vertrok Barnstijn vanwege zijn Joodse achtergrond naar de Verenigde Staten. Filmstad werd in beslag genomen door de Duitse bezetter en op 1 april 1942 toegewezen aan de Duitse filmmaatschappij UFA voor de productie van Nederlandstalige nazi-propagandafilms en Duitse speelfilms.
Toen de Duitsers V-2 raketten gingen lanceren vanuit Wassenaar en Den Haag, bestond het vermoeden dat de studio's van Filmstad gebruikt werden voor de voorbereidingen van de raketten. Om die reden werd het complex in 1944 door de Royal Air Force gebombardeerd.
Op 7 juni 1948 werd Barnstijn Amerikaans staatsburger. Na de oorlog kwam hij terug op Oosterbeek en probeerde schadevergoeding te verkrijgen voor het verlies van zijn bezittingen. Dat werd echter afgewezen. In 1951 ging hij terug naar New York waar hij in 1953 overleed.

## Privé
- Barnstijn trouwde en scheidde drie keer. Hij kreeg een zoon en twee dochters.[3]

## Filmografie
- De ex-kroonprins van Duitsland in ballingschap, 1918 - producent en figurant
- De Jantjes, 1934 - producent
- Het mysterie van de Mondscheinsonate, 1935 - producent
- Merijntje Gijzen's Jeugd, 1936 - productie supervisie

## Voetnoten
1. ↑  Dit door de gemeente Den Haag gerestaureerde pand ligt aan de Boekhorststraat 47, en draagt nog het originele opschrift Cinema Americain.
2. ↑  Elisa Mutsaers, 12. Thalia | Een reis om de wereld. Zoektocht naar de identiteit van Haagse bioscopen in de jaren vijftig. Filmatelier Den Haag (1997).
3. 1 2 3 4  M. Linnemann, 'Cohen, Lodewijk (1880-1953)', in Biografisch Woordenboek van Nederland.
4. ↑  Flora/Camera/Studio. www.utrechtproject.nl. Gearchiveerd op 14 april 2006.
5. ↑  http://www.hetutrechtsarchief.nl/collectie/kranten/zoeken Utrechtsch Nieuwsblad, 26-01-1935, 27-05-1936
6. ↑  Eyefilm.nl - Loet C. Barnstijn. Gearchiveerd op 16 oktober 2014. Geraadpleegd op 29 december 2014.